# Travis Tritt
Travis Tritt (Marietta, 9 de fevereiro de 1963) é um cantor, compositor e ator americano.